# Västergissjö-Rötjärnen
Västergissjö-Rötjärnen är en sjö i Örnsköldsviks kommun i Ångermanland och ingår i Gideälvens huvudavrinningsområde.